# Rusmin Dedić
Rusmin Dedić, slovenski nogometaš, * 11. september 1982, Zvornik, Jugoslavija.
Dedić je nekdanji profesionalni nogometaš, ki je igral na položaju branilca. V svoji karieri je igral za slovenske klube Rudar Velenje, Olimpija in Gorica ter ukrajinsko Vorsklo Poltava. Skupno je v prvi slovenski ligi odigral 242 tekem in dosegel tri gole. Bil je tudi član slovenske reprezentance do 20 in 21 let. Leta 2003 je prejel polletno prepoved nastopanja zaradi dopinga, pozitiven je bil na testosteron.